# Stictomischus maculatus
Stictomischus maculatus är en stekelart som beskrevs av Vittorio Luigi Delucchi 1953. Stictomischus maculatus ingår i släktet Stictomischus och familjen puppglanssteklar.
Artens utbredningsområde är:
- Österrike.
- Sverige.

Arten är reproducerande i Sverige. Inga underarter finns listade i Catalogue of Life.